# چیابل
چیابل، روستایی از توابع بخش بیرانوند شهرستان خرم‌آباد در استان لرستان کشور  ایران است.

## جمعیت
این روستا در دهستان بیرانوند جنوبی قرار دارد و براساس سرشماری مرکز آمار ایران در سال ۱۳۸۵، جمعیت آن ۳۷ نفر (۸خانوار) بوده‌است.